# 吉博尔德豪森
吉博尔德豪森是德国下萨克森州的一个市镇。总面积19.86平方公里，总人口3944人，其中男性1940人，女性2004人（2011年12月31日），人口密度199人/平方公里。